# Godoya antioquiensis
Godoya antioquiensis är en tvåhjärtbladig växtart som beskrevs av Jules Émile Planchon. Godoya antioquiensis ingår i släktet Godoya och familjen Ochnaceae. Inga underarter finns listade i Catalogue of Life.